# Ophiotettix limosina
Ophiotettix limosina är en insektsart som först beskrevs av Snellen van Vollenhoven 1865.  Ophiotettix limosina ingår i släktet Ophiotettix och familjen torngräshoppor. Inga underarter finns listade i Catalogue of Life.